# Kompleks Narciarski Kopa w Karpaczu

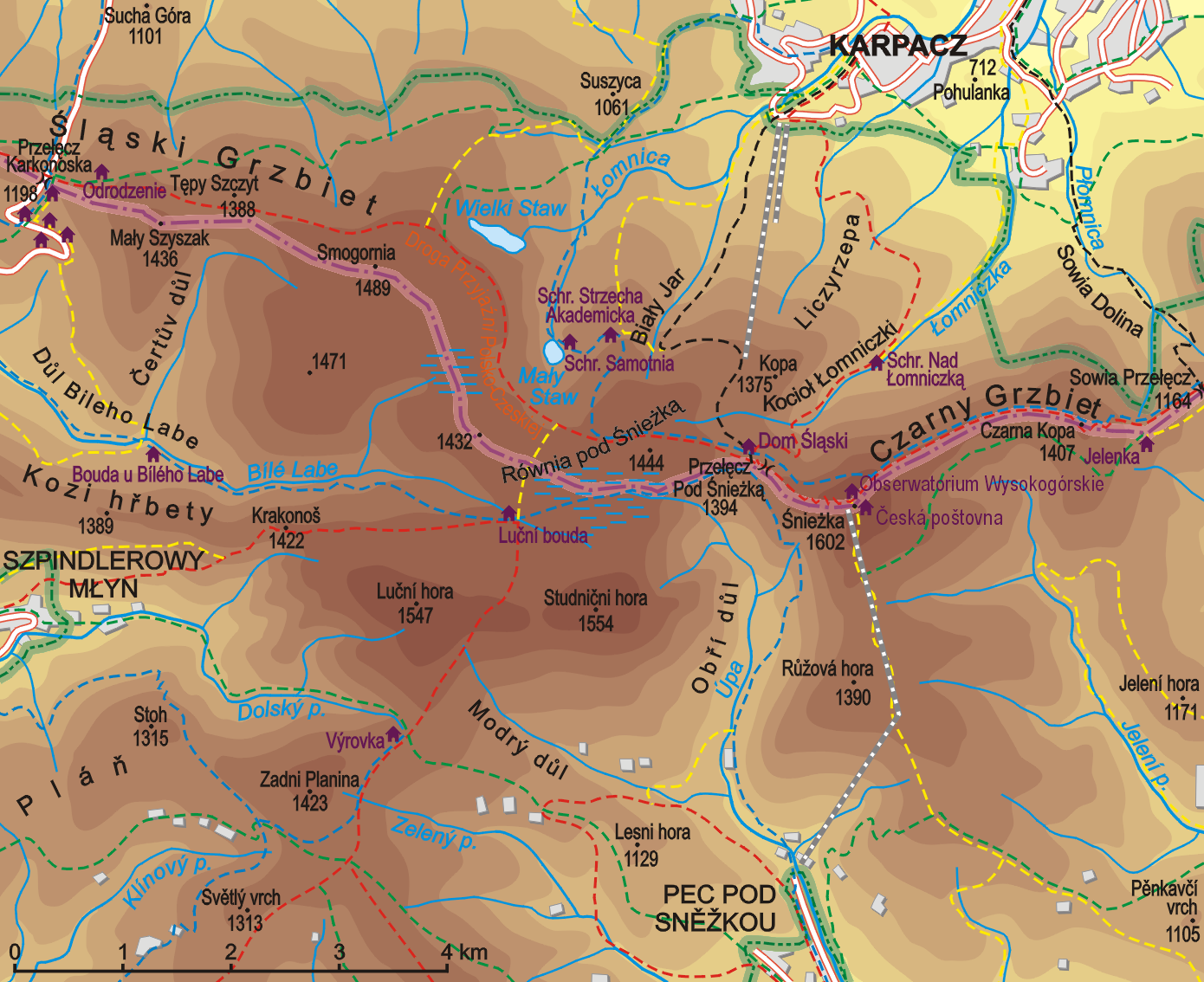
Teren ośrodka na mapie okolic Śnieżki

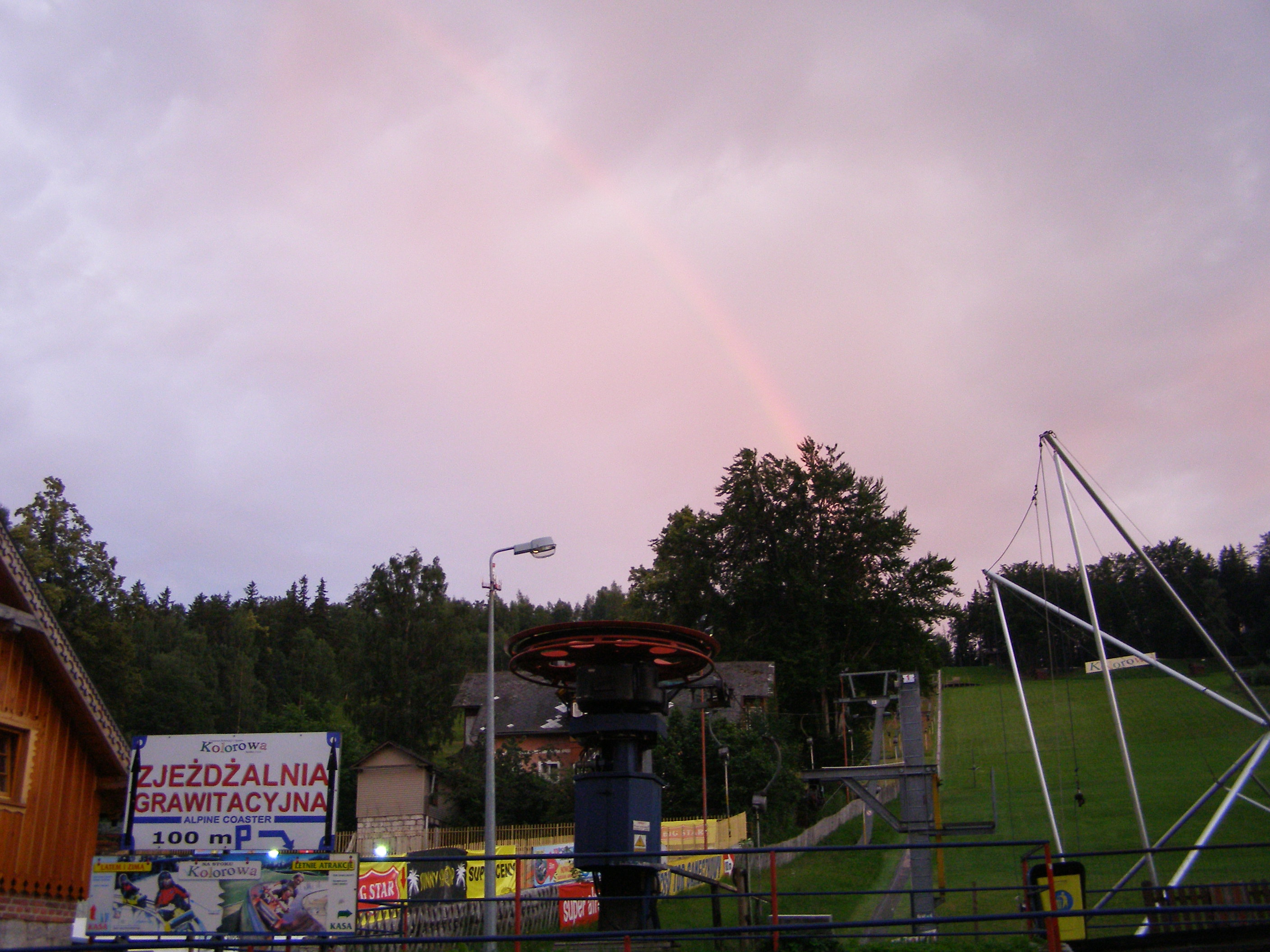
Tęcza na wieczornym niebie nad stokiem narciarskim „Kolorowa” w Karpaczu, lipiec 2009 roku

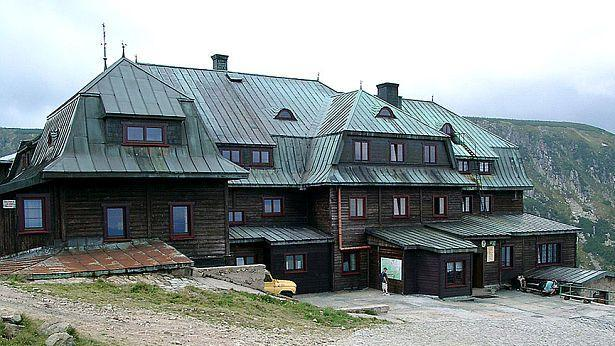
Schronisko „Strzecha Akademicka”

Kompleks Narciarski Karpacz Ski Arena – ośrodek narciarski położony w Karpaczu w Karkonoszach na północnych zboczach góry Kopa (1377 m n.p.m.) i na terenie polany Złotówka (1252 m n.p.m.), między którymi wcina się Biały Jar. Kopa jest niewielką wyniosłością na Równi pod Śnieżką. Ośrodek narciarski znajduje się na terenie Karkonoskiego Parku Narodowego.

## Kolej, wyciągi i trasy
W skład kompleksu wchodzą:
- (1) 4-osobowa kolej krzesełkowa „Zbyszek” na Kopę. Ma ona 2229 m długości. Latem kolej może przewieźć w górę 650 osób na godzinę, a zimą – 1,2 tys. osób. Przewyższenie 530 m (dolna stacja – 795,2 m n.p.m., górna – 1325,2 m n.p.m.)[4], czas wjazdu – 7 minut
- (2) 2-osobowa kolej krzesełkowa „Liczykrupa” (wzdłuż dolnego fragmentu kolei krzesełkowej „Zbyszek”) o długości 924 m, przepustowości 1400 osób na godzinę i przewyższeniu 124 m
- (3) wyciąg talerzykowy Poma-Lift „Euro” o długości 705 m, przepustowości 1400 osób na godzinę i przewyższeniu 127 m
- (5) wyciąg talerzykowy Poma-Lift „Jan” o długości 418 m, przepustowości 500 osób na godzinę i przewyższeniu 70 m
- (6) 2-osobowy wyciąg orczykowy „Grosik” w kierunku Złotówki, o długości 863 m, przepustowości 1200 osób na godzinę i przewyższeniu 243 m
- (7) 2-osobowy wyciąg orczykowy „Złotówka” na Złotówkę, o długości 747 m, przepustowości 1200 osób na godzinę i przewyższeniu 142 m
- (8) wyciąg taśmowy „Baby lift”[5].

Na terenie ośrodka istnieje 8 tras narciarskich:
- czarna trasa (od górnej do dolnej stacji kolei krzesełkowej „Kopa”) o długości 2229 m i średnim nachyleniu 24%. Dolna część trasy jest mniej stroma i jest dośnieżana,
- czarna trasa Liczyrzepa wzdłuż kolei krzesełkowego o tej samej nazwie, o długości 1030 m i średnim nachyleniu 30%

- czerwona trasa „Grosik” o długości 863 m i średnim nachyleniu 28%
- trasa niebieska wzdłuż kolei „Liczykrupa”, o długości 924 m i średnim nachyleniu 13%, dośnieżana
- trasa niebieska wzdłuż wyciągu „Euro”, o długości 705 m i średnim nachyleniu 18%, dośnieżana
- trasa niebieska wzdłuż wyciągu „Jan”, o długości 418 m i średnim nachyleniu 17%, dośnieżana
- trasa niebieska wzdłuż wyciągu „Złotówka”, o długości 747 m i średnim nachyleniu 19%
- zielona trasa wzdłuż wyrwirączki „Baby lift”.

Żadna z tras ośrodka nie jest homologowana przez FIS.

## Pozostała infrastruktura
Na terenie ośrodka do dyspozycji narciarzy i snowboardzistów są:
- 3 stacje GOPR: na Kopie, na Złotówce i w pobliżu dolnej stacji kolei krzesełkowej „Zbyszek”
- wypożyczalnia sprzętu zimowego, szkoła narciarska i snowboardowa „Ski-Sport Wakor”[6]
- punkty gastronomiczne w pobliżu dolnej stacji oraz bufet (o pojemności 60 osób) na szczycie Kopy
- WC i parking.

W pobliżu ośrodka znajdują się schroniska:
- Schronisko PTTK „Strzecha Akademicka” położone na wysokości 1258 m n.p.m., pomiędzy Kotłem Małego Stawu i Białym Jarem
- Schronisko PTTK „Samotnia” nad Małym Stawem, w Kotle Małego Stawu.

Stacja jest członkiem Stowarzyszenia Polskie stacje narciarskie i turystyczne.

## Operator
Operatorem i właścicielem stacji jest spółka Karpacz Ski Arena Sp. z o.o. z siedzibą w Karpaczu przy ul. Turystycznej 4. Prezesem jej zarządu jest Ryszard Warecki.

## Historia
Kolej krzesełkowa na Kopę została uruchomiona w 1959 (wcześniej rozważano w tym miejscu budowę wyciągu saniowego). Od czasu rozpoczęcia eksploatacji kolej była kilkakrotnie modernizowana (ostatnio w 1991). Wyciąg orczykowy na hali Złotówka wybudowano w latach 70. Dwuosobową kolej „Liczykrupa” oddano do użytku w 2000.
Spółka Miejska Kolej Linowa Karpacz Sp. z o.o. została zarejestrowana w KRS w lutym 2003 roku. W listopadzie 2018 roku spółka zmieniła nazwę na Karpacz Ski Arena Sp. z o.o.
Od 2007 roku trwają starania operatora o modernizację ośrodka. Modernizacja ma polegać m.in. na: „przebudowie istniejącego wyciągu krzesełkowego Zbyszek, likwidacji wyciągu orczykowego Liczyrzepa, przebudowie dolnej, jak i górnej stacji na Małej Kopie, (...) poszerzeniu tras”.
Początkowo operator planował zastąpienie 1-osobowej kolei krzesełkowej koleją gondolową z 8-osobowymi kabinami oraz wybudowanie obrotowej restauracji na szczycie Kopy. Jednak w wyniku protestów ekoaktywistów plany te nie zostały zrealizowane. Zamiast planowanej inwestycji rzędu 40 mln zł operator planował wydać ok. 15 milionów na powyższą modernizację. Ekoaktywiści (Pracownia na rzecz Wszystkich Istot) byli również przeciwni oświetleniu stoków oraz rozbudowie systemu sztucznego naśnieżania. W rejonie przewidywanego oddziaływania inwestycji zinwentaryzowano m.in. 36 gatunków ptaków objętych ścisłą ochroną, 4 typy chronionych siedlisk przyrodniczych, 8 gatunków roślin chronionych oraz 21 gatunków nietoperzy.
14 kwietnia 2014 operator złożył wniosek o wszczęcie postępowania na wydanie decyzji o pozwoleniu na budowę 4-osobowej wyprzęganej kolei linowej wraz z rozbudową infrastruktury towarzyszącej.
Ostatecznie, istniejący wyciąg krzesełkowy na Kopę został wyłączony z eksploatacji 18 września 2017, a w jego miejsce powstał nowy, czteroosobowy firmy Bartholet, którego uruchomienie nastąpiło 26 kwietnia 2018.